# Фирин, Семён Григорьевич
Семён Григо́рьевич Фи́рин (настоящая фамилия Пупко́; 1898, Вильна — 14 августа 1937, Москва) — деятель ЧК-ГПУ-НКВД СССР, старший майор госбезопасности. Начальник Беломорско-Балтийского исправительно-трудового лагеря (1932—1933) и Дмитровского исправительно-трудового лагеря (1933—1937). Кавалер ордена Ленина (1933). Расстрелян в «особом порядке» (1937), реабилитирован посмертно (1956).
Был назван Солженицыным одним из «главных подручных у Сталина и Ягоды, главных надсмотрщиков Беломора, шестерых наёмных убийц», виновных в гибели десятков тысяч людей.

## Биография
Родился в 1898 году в Вильне в бедной еврейской семье. Работал на фабрике в Витебске. Во время первой мировой войны был призван в армию, дезертировал. В 1917 году принимал участие в революционных событиях в Петрограде и Москве. Призван в армию, снова дезертировал. Направлен на фронт в третью особую дивизию. Занялся политической деятельностью. В 1918 году вступил в РКП(б).
Во время Гражданской войны руководил партизанскими диверсионными отрядами на территории Литвы. Затем был переведен в разведывательное управление штаба Западного фронта, где в его обязанности входила организация партизанско-диверсионных отрядов в тылу противника. Комиссар немецкой спартаковской бригады.
В течение ряда лет работал в разведке РККА за границей (Греция, Турция, Болгария, Югославия), затем переведён на работу в ОГПУ, где с 1930 года — заместитель начальника Особого отдела.

### Работа в ГУЛАГе
В 1932 году назначен начальником Беломорско-Балтийского исправительно-трудового лагеря. В 1933 году он одновременно стал зам. нач. ГУЛАГа, М. Д. Бермана. Один из редакторов книги «Беломорско-Балтийский канал имени Сталина». 4 августа 1933 года был награждён орденом Ленина за активное участие в руководстве строительством Беломоро-Балтийского канала.
После окончания строительства (1933) переброшен в Дмитровский исправительно-трудовой лагерь НКВД (Дмитлаг) для строительства Волга — Москва (Канал имени Москвы). 28 мая 1937 года Фирин был арестован по обвинению в «подготовке переворота силами заключённых Дмитлага». Из «показаний» Фирина:

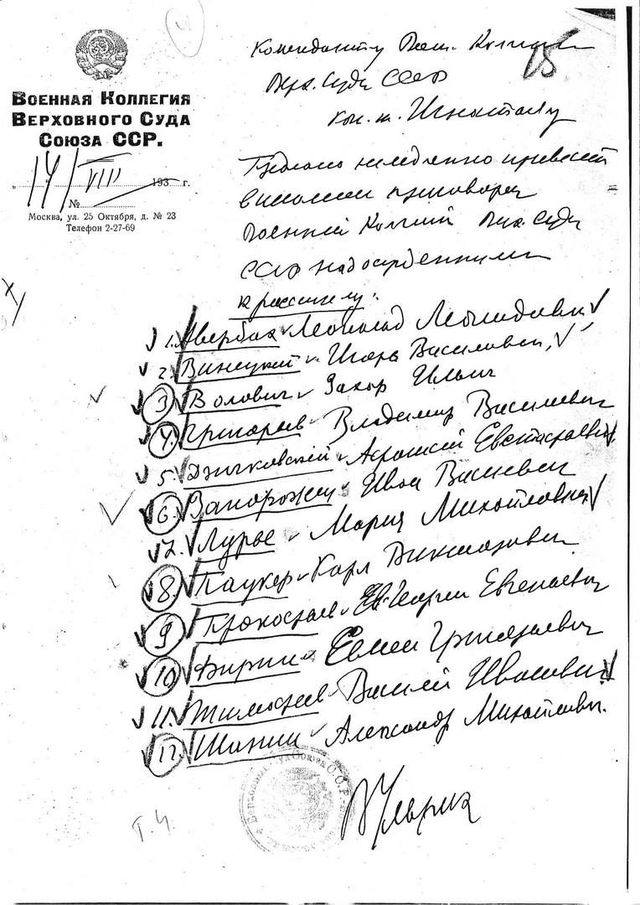
Предложение В. В. Ульриха коменданту Военной коллегии ВС СССР И. Г. Игнатьеву немедленно растрелять 12 осуждённых: Л. Л. Авербах, И. В. Винецкий, З. И. Волович, В. В. Григорьев, А. Е. Дзичковский, И. В. Запорожец, М. М. Лурье, К. В. Паукер, Г. Е. Прокофьев, С. Г. Фирин, В. И. Тимофеев, А. М. Шанин

«В плане захвата власти Ягода отводил ответственное место силам Дмитлага. Ягода указал, что в лагере надо создать крепкий боевой резерв из лагерных контингентов. Для этого следует использовать нач. строительных отрядов из авторитетных в уголовном мире заключённых, так называемых „вожаков“, чтобы каждый „вожак“ в любое время мог превратиться в начальника боевой группы, состоящей из основного костяка заключённых из его же строительного отряда. Ягода говорил, что боевые группы Дмитлага потребуются для террористических задач — захвата и уничтожения отдельных представителей партии и власти и, кроме того, должны составлять резерв для захвата отдельных учреждений, предприятий и т. п. боевых задач. Поэтому каждый начальник боевого отряда должен подчинить своему влиянию максимальное количество отборных головорезов-лагерников. Опасные элементы после переворота можно будет уничтожить»

Внесён в Сталинский расстрельный список в «особом порядке» от 14 августа 1937 года («за» за 1-ю категорию Сталин, Молотов). 14 августа 1937 года приговорён к смертной казни «в особом порядке». Приговор приведён в исполнение в тот же день вместе комендантом ВКВС СССР капитаном И. Г. Игнатьевым. Фирин был расстрелян в одной группе осуждённых в ОП руководящих и оперативных сотрудников НКВД СССР (всего 25 человек). Место захоронения — «могила невостребованных прахов» № 1 крематория Донского кладбища.
2 июня 1956 года посмертно реабилитирован определением Военной коллегии Верховного суда СССР.

## Семья
Жена — Залесская (Фельдт) Софья Александровна (1903, Смиловице, Вроцлавский уезд—1937, Москва). 
Из польской семьи. Участница Ноябрьской революции в Германии. Окончила среднюю школу в Швейцарии (1920). Владела французским и английским языками. Член РКП(б) с 1920 года, сотрудница Разведывательного управления РККА, награждена орденом Красного Знамени. Воинское звание - политрук. 
Арестована 26 мая 1937 года. Внесена в Сталинский расстрельный список от 20 августа 1937 года «Москва-центр» (за 1-ю категорию Сталин, Молотов, Ворошилов, Косиор, Каганович). 22 августа 1937 года осуждена к ВМН ВКВС СССР  и расстреляна в тот же день. Место захоронения - Донское кладбище. Реабилитирована посмертно ВКВС СССР 14 сентября 1957 года.

## Адреса в Москве
Рождественский бульвар, д. 7, кв. 24